# Numéro IMO
Pour les articles homonymes, voir IMO et OMI.

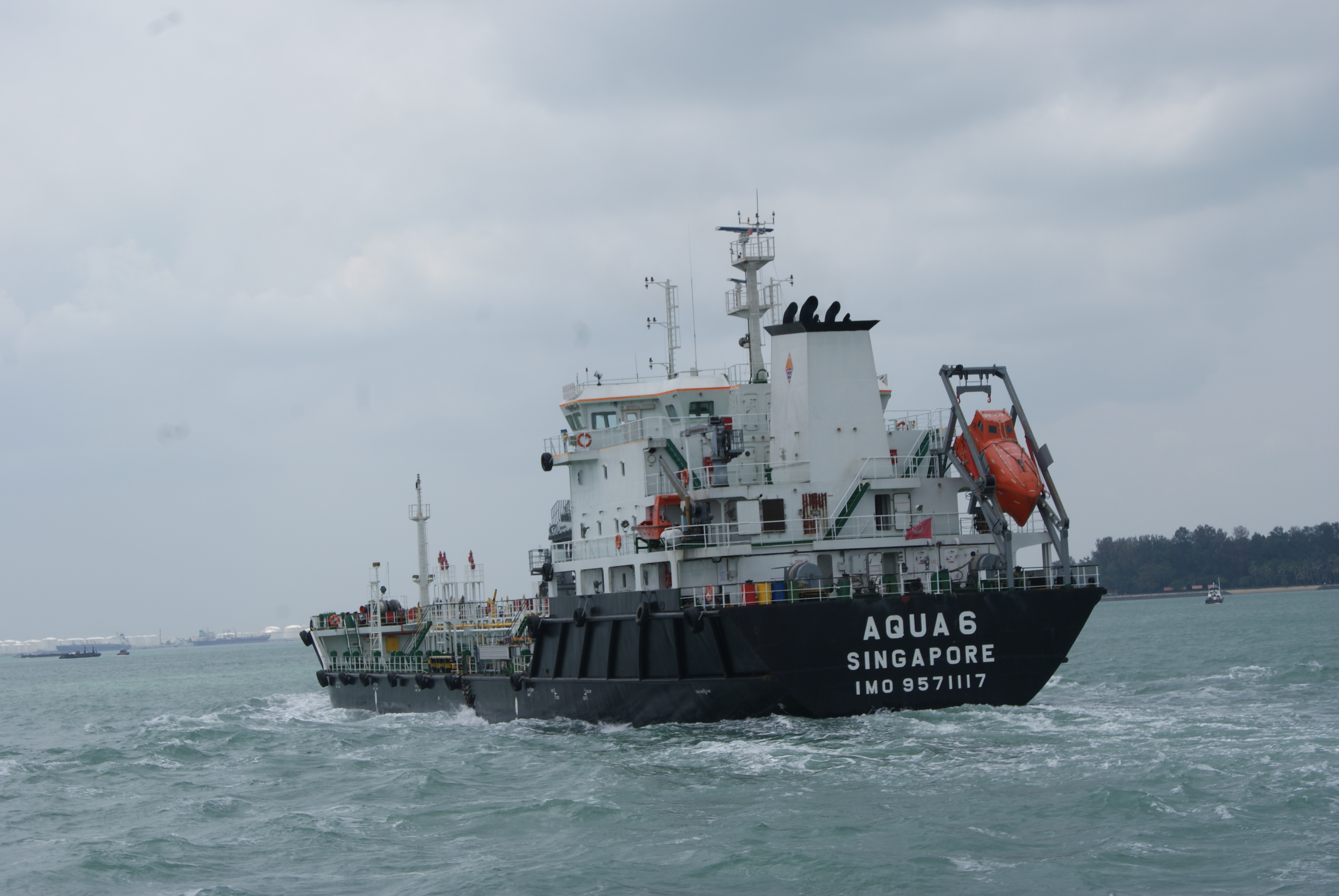
Le numéro IMO du pétrolier Aqua6 figure sur son tableau arrière

Le numéro IMO ou numéro OMI (pour Organisation maritime internationale) est un numéro qui permet d'identifier des navires. Associé à une coque, il est invariant quels que soient les changements de propriétaire, de pavillon ou de nom du navire. Il est attribué aux navires de commerce de jauge brute égale ou supérieure à 100 (Gross tonnage) à leur construction et est obligatoire depuis le 1er janvier 1996.
Il est composé des trois lettres IMO suivi d'un nombre de sept chiffres (ex: IMO 1234567).

## Attribution
Le numéro IMO est attribué à une coque lors de la pose de la quille, par l'IHS Fairplay, ex Lloyds' Register - Fairplay.
Réglementation française« Tout armateur d'un navire de charge d'une jauge brute égale ou supérieure à 300 ou d'un navire à passagers d'une jauge brute supérieure à 100 doit, si son navire effectue une navigation internationale, lui faire attribuer un numéro OMI selon les modalités prévues par l'annexe 110-1.A.1 ».
Tous les navires en sont dotés à l'exception :
- des bateaux uniquement destinés à la pêche ;
- des bateaux sans moyen de propulsion mécanique ;
- des yachts de plaisance ;
- des bateaux de services (bateaux-phares, …) ;
- des barges ;
- des hydroptères, des véhicules à coussin d'air ;
- des docks flottants et structures assimilées ;
- des bâtiments de guerre et transports de troupes ;
- des navires en bois.

Un numéro IMO n'est jamais réattribué.

## Compagnies et propriétaires
Depuis le 1er janvier 2009, les compagnies et propriétaires de navires enregistrés sont également pourvus d'un numéro d'identification IMO, d'après la règle SOLAS XI-1/3-1 adoptée en mai 2005. Il doit figurer dans les certificats et documents officiels relevant du Code international de gestion de sécurité et du Code international pour la sûreté des navires et des installations portuaires.
Ce numéro a le même format que celui des navires, « IMO » suivi de 7 chiffres.